# ピーター・シュマイケル
ピーター・ボールスロウ・シュマイケル MBE（Peter Bolesław Schmeichel MBE、ペーデル・ボレスラフ・シュマイヒェル、(IPA: [pʰeːd̥ɐ̥ boːlɛslɑʊ̥ smɑːɪ̥g̊l̩])、1963年11月18日 - ）は、デンマーク・グラッドサクセ出身の元サッカー選手。ポジションはゴールキーパー。 
父はポーランド人。ボールスロウ (Bolesław) はポーランド系の名前で、「ボレスワフ」と読む。歴代のサッカー史で最も優れたゴールキーパーの一人であると考えられている。

## クラブ経歴
元々はハンドボールのキーパーだったが、スカウトされてサッカーに転向した。母国のグラッドサクセ＝ヘロ、ヴィズオウアIFでプレー後、1987年からはブレンビーIFでプレー、ブレンビーでの5シーズンで4度リーグ優勝を果たし、UEFAカップでは準決勝まで進出する好成績をおさめた。
マンチェスター・ユナイテッドFCにはブレンビーから1991年に£505,000で加入、1999年までの8年間プレー、リーグ5回、FAカップ3回、チャンピオンズリーグとリーグカップの優勝に貢献した。
加入した1991-92シーズン、リーグ戦は第2位に終わるが、チーム史上初のフットボールリーグカップ優勝を果たした。1992-93シーズン、リーグ戦22回のクリーンシートを記録するなど、チームの26年振りとなるリーグ優勝に大きく寄与した。1993-94シーズン、1995-96シーズンはリーグとFAカップの2冠を達成。1995-96シーズンのUEFAカップのヴォルゴグラード戦でコーナーキックからヘディングで1ゴールを挙げた。1996-97シーズンにもリーグ優勝を果たした。
1998-99シーズン、UEFAチャンピオンズリーグ、リーグ、FAカップの三冠（トレブル）を果たした。FAカップ準決勝のアーセナル戦ではデニス・ベルカンプのPKをセーブして勝利に貢献、チャンピオンズリーグ決勝のバイエルン・ミュンヘンでは欠場したロイ・キーンに代わりキャプテンを務めた。この試合では0-1とリードを許したことから、終了間際のコーナーキックではペナルティーに上がり、相手DFを引き付け、この時のコーナーから同点ゴールが生まれた。延長戦で勝利したこの試合を最後にチームを退団した 。在籍中は398試合に出場、通算180回のクリンシートを記録した。
自身の希望でチームを退団したが、後に退団したことを後悔していると語った。ファーガソンは後に、マンチェスター・ユナイテッド入団に費やした£505,000は20世紀最高のお買い得価格であったと回想、「世界最高のGKであり、代役を探すのがとても難しかった」と著書に記した。
1999-00シーズンから2シーズンをスポルティングCPで過ごし、2001年にアストン・ヴィラ移籍、10月20日のエヴァートン戦で1ゴールを挙げ、このゴールはプレミアリーグにおけるGKとしての史上初ゴールとなった、翌2002年にはマンチェスター・シティでプレーして現役を終えた。

## 代表経歴
シモン・ケアー、クリスティアン・エリクセンに記録を更新されるまでは、デンマーク代表の歴代最多出場記録保持者（129試合）であった。1988年5月10日ハンガリー戦でデビューを果たして以来、代表の正GKを務めた。
1990年のワールドカップイタリア大会、1994年のワールドカップアメリカ大会への出場はあと一歩で逃したが、1992年のEURO1992では、準決勝のオランダ戦でのPK戦でファンバステンのキックを止めて、決勝進出に貢献するなど、優勝に貢献し、同年のバロンドール投票では自身最高の5位、FIFA年間MVP投票でも5位タイを記録した。
1998年のフランスワールドカップではベスト8進出した。2000年のユーロ2000出場後の、2002ワールドカップ予選のブルガリア戦が最後の出場となった（同年11月15日のドイツ戦ではベンチ入りも出場は無かった）。

## 人物
- 前述のマンチェスター・ユナイテッドFC在籍時のゴール、アストン・ヴィラFC時代のゴール[11][2]。代表での2000年ベルギーとの親善試合でのゴールなど[12] 、公式戦では通算9得点[2]。その他、親善試合などではボレーシュートなどを決めている。

- 1992年、バロンドール投票で5位[13]、それを含みキーパーとしての最高位を4度経験している。FIFA年間MVP投票で5位タイ、翌年に自己最高の4位を記録した。

- 息子のカスパー・シュマイケルもゴールキーパーとしてプレミアリーグのレスターシティで活躍し、デンマーク代表にも選出されている。イケル・カシージャスはシュマイケルを模範としていた[14]。

## 代表歴

### 出場大会
- デンマーク代表
  - 1998 FIFAワールドカップ

### 試合数
- 国際Aマッチ 121試合 1得点（1988年-2001年）[15][1]

| デンマーク代表 | 国際Aマッチ | 国際Aマッチ |
| 年             | 出場        | 得点        |
| -------------- | ----------- | ----------- |
| 1988           | 8           | 0           |
| 1989           | 12          | 0           |
| 1990           | 10          | 0           |
| 1991           | 7           | 0           |
| 1992           | 12          | 0           |
| 1993           | 9           | 0           |
| 1994           | 7           | 0           |
| 1995           | 8           | 0           |
| 1996           | 10          | 0           |
| 1997           | 6           | 0           |
| 1998           | 10          | 0           |
| 1999           | 11          | 0           |
| 2000           | 10          | 1           |
| 2001           | 1           | 0           |
| 通算           | 121         | 1           |

## 個人タイトル
- デンマーク年間最優秀GK賞：3回 (1987, 1988, 1990)
- ブレンビーIF年間最優秀選手賞：1回 (1990)
- デンマーク年間最優秀選手賞：3回 (1990, 1993, 1999)
- 欧州最優秀ゴールキーパー賞：3回 (1992, 1993, 1998)
- 欧州選手権ベストイレブン : 1992
- UEFAクラブフットボールアワード最優秀GK賞：1回 (1997-98)
- イングランドサッカー殿堂：(2003)
- IFFH選定年間最優秀GK賞：2回 (1992, 1993)
- IFFH選定20世紀世界最優秀GK 7位 (1999)
- 20世紀の偉大なサッカー選手100人 41位（ワールドサッカー誌選出 1999）
- バロンドール・ドリームチーム、歴代GK部門 6位 (2020)[16]